# Paul Gilson

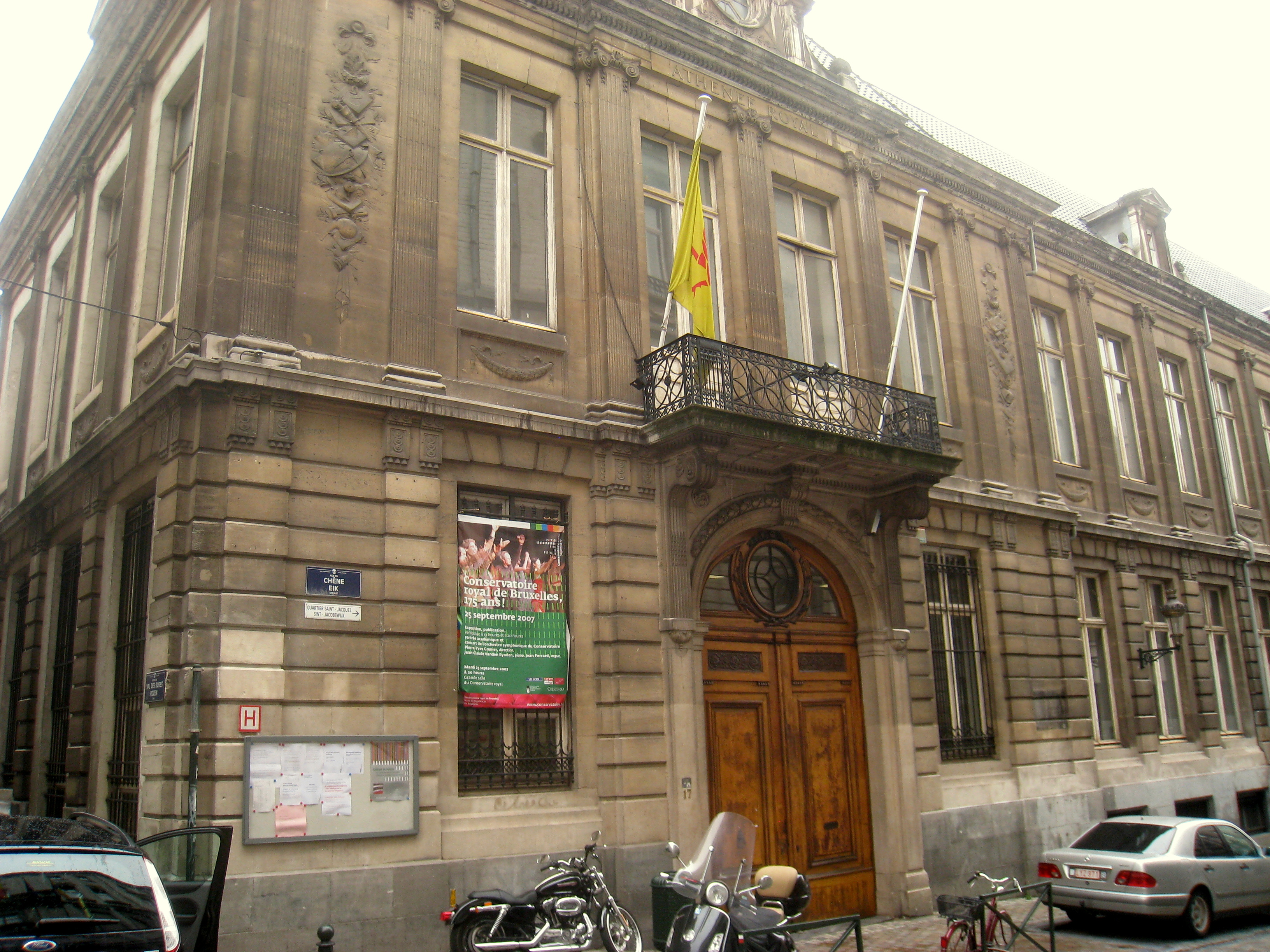
Conservatori reial de Brussel·les on estudià Gilson.

Paul Gilson (Brussel·les, 15 de juny, 1865 - 3 d'abril, 1942) fou un compositor i professor de música belga.

## Biografia
Quan tenia un any, la seva família va anar-se'n de Brussel·les i va instal·lar-se al poble de Ruisbroek als afores de Brussel·les. De molt jove, va ser iniciat a la música i l'harmonia per Auguste Cantillon, dirigent del cor de l'abadia de Grimbergen i de la xaranga del poble. Només tenia quinze anys quan el 1880 va escriure la seva primera obra per cor i xaranga.
En un principi estudià força temps sense mestre i més tard seguí els cursos del conservatori de la seva vila natal, el 1889 aconseguí el Premi de Roma per la seva cantata Sinaí. El 1899 fou nomenat professor del Conservatori reial de Brussel·les, on tingué entre altres alumnes a Georges Poniridy, Paul de Maleingreau, Francis de Bouguignon, Julius Perceval du Croquet, Tomás Mujica i el 1904 del d'Anvers, també fou crític musical del diari Le Soir. A Brussel·les va amistançar-se amb el seu col·lega més ancià, el músic August De Boeck, del qual va esdevenir el professor d'orquestració. Fundà, junt amb Marcel Poot, La revue Musicale Belge (1924-1940).
Gilson fou un dels primers compositors que abraçaren l'escola moderna. Produí un nombre d'obres plenes de sinceritat i sense que la recerca constant de nous efectes arribi mai a perjudicar l'estructura de la línia.

## Obres

### Composicions
Heus ací les seves millors obres, moltes d'aquestes executades en les principal ciutats d'Europa i d'Amèrica:
- Humoresques; Suite norvegienne; La mer, poema simfònic (1892)
- Halia i La destiée, poemes simfònics
- Rapsòdia i Danses escoceses; Suite pastorale
- Fantasia sobre temes canadencs, per a orquestra
- Francesca de Rimini, cantata
- David i Les suppliantes, per a solos, cor i orquestra
- les òperes Gens de mer (1902) i Princes Zonnenschijn (Anvers, 1902)
- el ball La captive (Brussel·les, 1902), i diverses obres per a orquestra i per a cant, amb orquestra o sense.

### Obres didàctiques
- Traité d'instrumentation pour musique militaire.
- Exercices d'harmonie et de composition mélodique-harmonique.
- Le tutti orchestral (1913).
- Traité d'harmonie, tres volums, Leipzig, Ed. Cranz Musikverlag, 1919.
- amb Adolphe Samuel, Cours d'harmonie pratique et de basse chiffrée - Praktisches lehrbuch der harmonie und des generalbasses, Brussel·les, Schott frères, 187, 197 pàgines.